# Smaragdarassari
De smaragdarassari (Aulacorhynchus prasinus) is een vogel uit de familie Toekans (Ramphastidae).

## Kenmerken
Het verenkleed, dat bij beide geslachten gelijk is, is smaragdgroen. De arassari's horen eigenlijk bij de toekans, maar hun snavel is in verhouding kleiner. De snavel is zwart met op de bovensnavel ook geel. De lichaamslengte bedraagt 30 cm en het gewicht 150 gram.

## Leefwijze
Hun voedsel bestaat voornamelijk uit vruchten, insecten, kleine gewervelde dieren en eieren. Ze leven in paren of kleine groepen in bergbossen. Ze zijn moeilijk te zien, maar kunnen wel erg luidruchtig zijn. Ze maken allerlei geluiden, waaronder ook imitaties van andere vogels.

## Voortplanting
Hun broedplaats bevindt zich in holle bomen, vaak in een spechtenhol. Het komt weleens voor, dat ze de specht verjagen om het hol over te nemen. Mannetje en vrouwtje broeden beiden de 3 tot 4 eieren uit. Bij de jongen groeit de snavel sneller dan de rest van het lichaam.

## Verspreiding en status
Deze standvogel komt voor in de bergregenwouden van Midden-Amerika en telt vier ondersoorten:
- A. p. warneri: zuidoostelijk Mexico.
- A. p. prasinus: van oostelijk en zuidoostelijk Mexico tot Belize en noordelijk Guatemala.
- A. p. virescens: van oostelijk Guatemala tot Honduras en noordelijk Nicaragua.
- A. p. volcanius: oostelijk El Salvador.

## Status
De smaragdarassari heeft een ruim verspreidingsgebied en daardoor is de kans op de status kwetsbaar (voor uitsterven) gering. De grootte van de populatie wordt geschat op 50.000 tot 500.000 individuen. De aantallen gaan achteruit. Echter, het tempo ligt onder de 30% in tien jaar (minder dan 3,5% per jaar). Om deze redenen staat deze toekansoort als niet bedreigd op de Rode Lijst van de IUCN.